# 김남주 (1946년)
김남주(金南柱, 1945년 10월 16일 ~ 1994년 2월 13일)는 대한민국의 시인, 시민·사회 운동가이다. 유신을 반대하는 언론인 「함성」(뒤에 「고발」 로 개칭)을 발간하였고 인혁당 사건, 남민전 사건으로 투옥되었으며, 민청학련 사건의 관련자로 지목되어 고초를 겪었다. 1980년 남민전 사건 조직원으로 징역 15년을 선고받고 수감되었다가 1988년 형 집행 정지로 석방되었고,  1993년 2월 문민 정부 출범 이후 대통령의 특별 지시로 사면 복권되었다.
그는 '시인'이 아닌 '전사'라고 자칭하기도 했다.

## 생애

### 학력
- 해남중학교 졸업
- 광주제일고등학교 중퇴 (1996년 명예 졸업장 추서)
- 전남대학교 영어영문학과 중퇴 (1996년 명예 졸업장 추서)

### 학생운동 시절
김남주는 전라남도 해남군 삼산면 봉학리에서 아버지 김봉수와 어머니 문일님의 차남으로 태어났다.
해남중학교를 졸업하고 광주제일고등학교에 입학했으나 입시 위주의 획일적인 교육 정책을 비판하고 반발하여 고등학교 2학년 때 자퇴했다. 1969년 검정고시에 합격하고 그 해 전남대학교 영어영문학과에서 수학했다. 전남대 재학 시절에 3선개헌과 유신헌법을 반대하는 학생 운동을 적극으로 주도하기 시작하였다. 1972년 10월 초 유신 헌법이 선포되자 그는 이강과 함께 대한민국 최초로 유신을 반대하는 신문인 「함성」을 발간하였다. 이후 어렵게 「함성」을 운영하다가 1973년에 제호를 「고발」로 개칭하여 발간하였다. 그 해 「고발」을 전국에 배포하려다가 경찰의 불심검문에 걸려 반공법 위반 혐의로 구속되었다.
1973년 국가보안법 혐의로 복역하고 전남대학교에서 제적당했다. 8개월간 복역한 후 해남으로 귀향해 농사일을 하였다. 1974년 〈진혼가〉와 〈잿더미〉를 위시해 시 7편을 《창작과비평》 여름호에 발표하여 문학 활동을 시작하였다. 이런 문학 활동 이외에도 전남과 광주에서 민주화 운동을 활발히 주도하였다.

### 사회운동
1975년 '긴급조치 9호'가 선포되자, 그는 '시'와 '돌멩이를 든 데모대'로는 대한민국 사회 지배계급의 벽을 깰 수 없다고 판단하고 '철의 조직'을 결성하기로 계획, 광주에서 사회과학책을 전문으로 파는 서점인 카프카를 열었으나 경영난으로 1년만에 문을 닫았다.
1977년 해남에서 한국기독교농민회의 모체가 된 해남농민회의 조직하여 결성에 참여하였다. 그 뒤 같은 해, 광주로 가서 황석영과 함께 민중문화연구소를 열고 활동하다가 사상성 문제로 수배받았다.
1978년 수배를 피해 상경하여 남조선민족해방전선준비위원회에 가입하였다.
1978년 재야 활동 동지인 박광숙과 혼인하였다.

### 투옥과 문학 활동
1980년 남민전 사건으로 징역 15년을 다시 선고받고 복역하던 중 1984년 첫 시집인 《진혼가》를 출간하였다. 1984년 수감 중 발간된 첫 시집 《진혼가》는 그가 감옥에 있을 때 우유팩에 날카롭게 간 칫솔대로 눌러 써서 지은 시와 산문을 면회객들을 이용해 감옥 밖으로 몰래 내보낸 것들이었다.
수년에 걸친 문인들의 구명 운동과 서울 올림픽을 앞두고 세계 곳곳의 문인들이 그의 석방을 촉구하는 결의문과 서한을 정부에 발송하였으나 전두환 정부는 거부했다. 1987년 6월 항쟁 다음 해 노태우 정부 출범 이후 1988년 12월, 형 집행 정지를 처분받고 9년 3개월 만에 석방되었다. 민족문학작가회의의 상임 이사를 맡으면서 활발한 문학 활동과 사회 참여 활동을 병행하였다. 창작 이외에도 프란츠 파농, 파블로 네루다 등의 외국의 사회 발전과 변화를 추구하는 문학을 번역해 소개하기도 하였다.
그는 옥중에서도 시와 수필을 계속 썼으며, 편지와 서신을 보내 청년 운동가들을 독려하였다. 김남주는 옥중 서신에서 일본어를 배워서 사회과학 서적을 많이 읽을 것을 권하기도 했다.
그는 전사 시인, 혁명 시인 으로도 알려졌는데 그가 '시인'이 아닌 '전사'라고 자칭하였다.

### 석방과 타계
1989년 그는 10년 넘게 자신의 옥바라지를 한 남민전 동지 박광숙과 정식으로 결혼식을 올렸다. 1990년 민족문학작가회의 민족문학연구소장이 되었으나 1992년 췌장암으로 건강이 악화하여 사퇴하였다.
1993년 2월 군사독재 정권이 붕괴되고 김영삼 대통령의 문민 정부 출범 직후 대통령 김영삼의 특별 지시로 사면되어 복권되었다. 그러나 수감에 따른 후유증과 과로로 말미암아 건강이 악화되어 1994년 초 광화문 인근의 한 병원에 입원하였고, 결국 그해 2월 13일 췌장암을 이겨 내지 못하고 별세했다. 사후 광주 북구 망월동 5.18 묘역에 안장되었다.

### 사후
2000년 그의 시에 곡을 붙인 안치환의 헌정 앨범 《Remember》가 발매되었다. 같은 해 5월 광주 중외공원에 〈노래〉가 새겨진 시비가 제막되었다.
2006년 행정부에서 민주화운동 관련자로 인정받았다.

## 작품성
그의 시는 강렬과 전투하는 듯한 이미지가 주조를 이루며, 유장하면서도 강렬한 호흡으로 반외세와 분단 극복, 광주민주화운동과 노동 문제를 위시한 현실에 있는 모순을 질타하고 참다운 길을 적극으로 모색하였다.

## 시인 약력
1974년 《창작과비평》에 〈잿더미〉를 위시해 시 7편을 발표하며 문단에 나왔다. 1991년 제9회 「신동엽창작기금」, 1992년 제6회 「단재상」문학부문상, 1993년 제3회 「윤상원상」, 1994년 제4회 「민족예술상」을 수상했다.

## 저서와 역서

### 시집
- 《진혼가》(청사, 1984)
- 《나의 칼 나의 피》(인동, 1987)
- 《조국은 하나다》(남풍, 1988)
- 《솔직히 말하자》(풀빛, 1989)
- 《사상의 거처》(창작과비평사, 1991)
- 《이 좋은 세상에》(한길사, 1992)
- 《나와 함께 모든 노래가 사라진다면》(창작과비평사, 1995) ISBN

### 시선집
- 《학살》(한마당, 1988)
- 《사랑의 무기》(창작과비평사, 1989)
- 《함께 가자 우리 이 길을》(미래사, 1991)
- 《꽃 속에 피가 흐른다》(창비, 2004) ISBN 9788936461140- 2008년 국방부 지정 불온서적

### 번역서
- 프란츠 파농《자기의 땅에서 유배당한 자들》(청사, 1978)
- 하이네·브레히트·네루다《아침저녁으로 읽기 위하여》(남풍, 1988)
- 하이네《아타 트롤》(창작과비평사, 1991)

## 미디어
1999년 4월 1일에 방송된 《이것이 인생이다》에서 차광수씨 역할의 주인공이다.

## 가족
유족으로 남민전 동지인 부인 박광숙과 아들 토일 군이 있다.

## 같이 보기
| - 10월 유신 - 남민전 사건 - 남민전 - 크리스찬아카데미 - 인혁당 사건 - 민투위 강도 사건 - 광주 민주화 운동 - 이근안 - 김근태 - 김영삼 - 문익환 - 박노해 - 유시민 - 유시주 | - 최원석 - 김동길 - 백기완 - 신동엽창작상 - 이재오 - 인명진 - 서중석 - 서경석 - 임헌영 - 장준하 - 함석헌 - 한명숙 |

## 관련 자료
- [지리산 시인 이원규의 길·人·생](26) 땅끝 해남의 시인들…김남주·고정희 그리고 김태정
- <섬진강> 시인 김용택이 말하는 김남주[깨진 링크(과거 내용 찾기)] 자주민보 2004년 2월 14일자
- <통일죽비> 戰士 김남주 통일뉴스 2004년 2월 15일자
- 김남주 시인 10주기 행사 다채롭게 열려 자주민보 2004년 2월 3일자
- 41년만에 건네진 ‘전사’의 졸업장 한겨레 2010년 6월 8일자
- 정광훈의장 남,북 추모 속 김남주시인 곁에[깨진 링크(과거 내용 찾기)] 자주민보 2011년 5월 17일자